# Four by The Beatles
Four by The Beatles –en Español: «Cuatro de los Beatles»– es el primero de los dos EP lanzados por The Beatles, por la discográfica estadounidense Capitol Records (catalogado EAP 1-2121) publicado en mono como todo EP de The Beatles. El EP tiene cuatro canciones que habían sido publicadas como sencillos en Estados Unidos. Alcanzó el puesto n.º92 en los Estados Unidos.

## Lista de canciones
Todas las canciones escritas y compuestas por John Lennon - Paul McCartney, excepto donde esta anotado. 
| Cara 1 |                                     |                     |          |  |
| N.º    | Título                              | Vocalista principal | Duración |  |
| 1.     | «Roll Over Beethoven» (Chuck Berry) | Harrison            | 2:44     |  |
| 2.     | «All My Loving»                     | McCartney           | 2:04     |  |

| Cara 2 |                                   |                     |          |  |
| N.º    | Título                            | Vocalista principal | Duración |  |
| 1.     | «This Boy»                        | Lennon              | 2:11     |  |
| 2.     | «Please Mister Postman» (Holland) | Lennon              | 2:34     |  |

Nota:  El tema «Please Mister Postman» estaba acreditado solo a Brian Holland en la edición original de este EP, aún habiéndose acreditado a Dobbins-Garrett-Brianbert (Brianbert = Brian Holland y Robert Bateman) la canción original interpretada por las Marvelettes en 1961. Con la reedición de la discografía original británica de los Beatles en CD en 1987, esta canción sería acreditada de forma definitiva a Georgia Dobbins, William Garrett, Freddie Gorman, Brian Holland y Robert Bateman en los créditos del álbum With the Beatles.